# Corvinuskirche (Erichshagen)

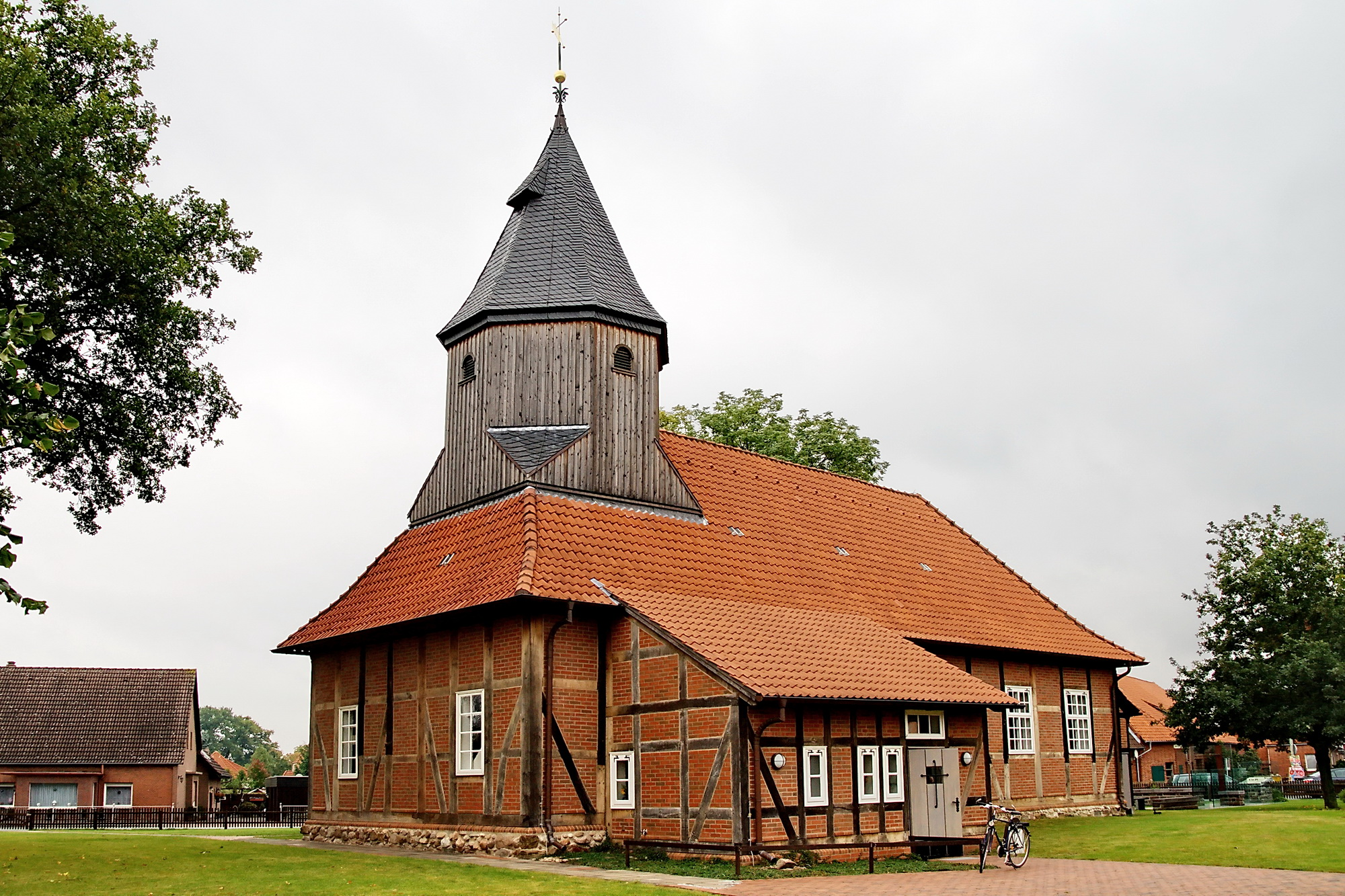
Corvinuskirche

Die evangelisch-lutherische Corvinuskirche steht auf dem Kirchfriedhof von Erichshagen-Wölpe, einem Ortsteil der Stadt Nienburg/Weser im Landkreis Nienburg/Weser von  Niedersachsen. Die Kirchengemeinde gehört zum Kirchenkreis Nienburg im Sprengel Hannover der Evangelisch-lutherischen Landeskirche Hannovers.

## Beschreibung
Die mit Backsteinen ausgefachte Fachwerkkirche wurde Mitte des 18. Jahrhunderts gebaut. Das Kirchenschiff ist mit einem Walmdach bedeckt, aus dem sich im Westen ein achtseitiger holzverkleideter Dachreiter erhebt, in dem eine 1796 gegossene Kirchenglocke hängt. Bedeckt ist der Dachreiter mit einem schiefergedeckten Zeltdach. 
Die Orgel mit 6 Registern, einem Manual und einem angehängten Pedal hat 1965 Hans Wolf gebaut und 2015 hat sie Jörg Bente restauriert.